# شورش در شهر
شورش در شهر (انگلیسی: Streets of Rage) یک بازی ویدئویی در ژانر بیت ام آپ است که توسط شرکت سگا توسعه‌یافت و در سال ۱۹۹۱ برای پلت‌فرم مگا درایو/جنسیس و در سال‌های بعد برای دیگر پلتفرم‌ها منتشر شد.
این بازی اولین قسمت از مجموعه بازی‌های شورش در شهر و از مشهورترین و محبوب‌ترین بازی‌های کنسول سگا مگا درایو و شرکت سگا در بین مردم و منتقدین است.

## گیم‌پلی
در این بازی، سه شخصیت قابل انتخاب هستند:
- آدام هانتر (مرد سیاه‌پوست) بوکسور ماهر
- اکسل استون (مرد سفیدپوست) رزمی‌کار حرفه‌ای
- خانم بلیز فیلدینگ، استاد هنر رزمی جودو و افسر سابق پلیس در اداره پلیس نیویورک سیتی

این بازی هشت مرحله دارد و مانند بازی تبر طلایی که دو سال قبل از این بازی توسط شرکت سگا منتشر شد، دشمنان به‌طور پیوسته از جهت‌های مختلف وارد صحنه می‌شوند و بازیکن باید آن‌ها را با دست خالی یا با کمک سلاح‌های سرد شکست دهد تا بتواند پیش‌روی کند، سلاح‌های سرد در بعضی قسمت‌ها روی زمین هستند و همچنین بعضی از دشمنان آن را در اختیار دارند که با ضربه‌خوردن، سلاح از دست‌شان می‌افتد.

## نوشتارهای مرتبط
- تبر طلایی
- تبر طلایی ۲
- تبر طلایی ۳